# Ploeren
Ploeren település Franciaországban, Morbihan megyében. Lakosainak száma 6781 fő (2022. január 1.). Ploeren Plescop, Vannes, Arradon, Baden és Plougoumelen községekkel határos.

## Népesség
A település népességének változása:
| Lakosok száma | 1031 | 2114 | 2709 | 5274 | 6284 | 6611 | 6575 | 6635 | 6669 | 6781 |
|               | 1968 | 1982 | 1990 | 2006 | 2013 | 2015 | 2017 | 2019 | 2020 | 2022 |